# Oi Polloi
Oi Polloi és un grup escocès de música punk rock que es va formar l'any 1981. Va començar com una banda d'Oi! generalment relacionada amb la cultura anarcopunk i amb l'Scottish Gaelic punk. El nom prové de l'expressió grega «Οι πολλοί», anglicitzada hoi polloi, que significa «les masses» o «la gent comuna».

## Trajectòria
Després dels primers concerts a la zona d'Edimburg i l'enregistrament de la primera maqueta, Last of the Mohicans, el bateria Stu «Doccy» Dunn va marxar per a convertir-se en instructor de karate. Va seguir una segona demo d'estudi, Green Anarchoi, i el seu primer EP en vinil, Resist the Atomic Menace.
Oi Polloi va començar a cantar en gaèlic escocès el 1996, i enregistraren l'EP Carson? el 2003, després van gravar l'LP complet Ar Ceòl Ar Cànan Ar-A-Mach el 2006.
El 2013 van col·laborar amb l'editorial CLÀR per a publicar Air Cuan Dubh Drilseach, una novel·la de ciència-ficció gaèlica de Tim Armstrong, el cantant de Mill a h-Uile Rud, que es va presentar a Leith.
Per la banda han passat més de 50 membres des de la seva formació, i el seu únic membre permanent ha estat el vocalista Deek Allen, que també ha participat a la televisió en gaèlic. La banda ha inclòs punks, skinheads i activistes d'Anti-Fascist Action i d'Earth First!. Dona suport a l'acció directa en defensa del medi ambient, al sabotatge a la caça i a la resistència contra el racisme, el sexisme, l'homofòbia, el feixisme i l'imperialisme.

## Discografia

### LP
- Skins 'N' Punks Volume Two (Split w Betrayed) 1986
- Unlimited Genocide (Split w A.O.A.) 1986
- Mad As... (Split w Toxik Ephex) 1987
- Unite And Win (Oi! Records) 1987
- In Defence of Our Earth (Words of Warning Records) 1990
- You've Heard It All Before Track on The Crass Covers Compilation album (Ruptured Ambitions Records) 1993
- Fight Back! (Re-Release of Old Split Material) 1994
- Total Anarchoi (Live/Studio Collection – CD/LP) 1996
- Fuaim Catha (Skuld Records) 1999
- Outraged by the System (Step-1 Music) 2002
- Heavenly Peace (Split 12" EP w Nikmat Olalim, Campari Records) 2006
- Ar Ceòl Ar Cànan Ar-A-Mach (Self Release/Campari records/Nikt Nic Nie Wie) 2006
- Gaidhlig na Lasair (compilation of underground Gaelic punk and techno)(Problem? Records) 2006
- Total Resistance to the Fucking System (Plastic Bomb) 2008
- SS Politician (Chaosrurale Records/Active Rebellion) 2010
- Duisg! (Plastic Bomb/Active Rebellion) 2012
- Saorsa (Ruin Nation Records) 2016
- Unfinished Business (2017)

### EP
- Resist the Atomic Menace 1986 (re-released 1994)
- Outrage 1988
- Omnicide 1991 (Words of Warning Records)
- Guilty (Ruptured Ambitions Records) 1993
- Oi Polloi / Blownapart Bastards (Split) 1994
- Oi Polloi - s/t (Nikt Nic Nie Wie)
- Bare Faced Hypocrisy Sells Records The Anti-Chumbawamba EP w/Riot/Clone, The Bus Station Loonies, Anxiety Society, The Chineapple Punks, Love Chips and Peas, and Wat Tyler 1998 (Ruptured Ambitions Records)
- THC (Campary Rec.) 1998
- Let the Boots Do the Talking (Ruptured Ambitions Records) 1999
- Carson? (Nikt Nic Nie Wie) 2003
- Ceòl Gàidhlig mar Sgian nad Amhaich (compilation with Mill a h-Uile Rud, Atomgevitter and Nad Aislingean) (Problem Records) 2005
- Mind the Bollocks (Kämäset Levyt Records) 2007
- Cyklopen split EP with Kansalaistottelemattomuus 2010
- Split EP with Appalachian Terror Unit Profane Existence (US)/NNNW (Europe) 2011
- Split EP with Na Gathan (Limited May Tour Edition) Problem Records 2012
- Multiple Oi-Gasm (2013)
- Oi Polloi / Common Enemy (split EP) (2015)
- Split EP (split EP w Grand Collapse) (2015)
- Destroi Phallocentricity / Dopamine (split EP w Mantilla) (2016)
- No One Is Illegal (split EP w Antibastard) (2016))
- Oi Polloi / Fatal Blow (split EP) (2017)
- Oi Polloi / Hergian (split EP) (2017)